# Dwór w Bierkowicach
Dwór w Bierkowicach – wzniesiony po 1840 roku przez Charlottę von Zedlitz-Neukirch, był w posiadaniu jej spadkobierców do lat dwudziestych XX wieku. Obecnie w budynku mieści się szkoła podstawowa. 

## Położenie
Dwór położony jest Bierkowicach, wsi sołeckiej w Polsce, w województwie dolnośląskim, w powiecie kłodzkim, w gminie Kłodzko. Wznosi się w dolnej części miejscowości, przy skrzyżowaniu drogi wojewódzkiej nr 381 z szosą do Łącznej.

## Historia
Pierwszy dwór w tym miejscu istniał już w XVIII wieku. W 1840 roku majątek w Bierkowicach przeszedł na własność hrabiny Charlotty von Zedlitz-Neukirch, która zleciła budowę nowego dworu. Następnie budynek wraz z majątkiem przeszedł na własność córki hrabiny - Florentyny von Zastrow. Dwór został przebudowany w XX wieku. Budynek był w posiadaniu  spadkobierców Florentyny von Zastrow do lat dwudziestych XX wieku. Obecnie w dworze mieści się szkoła podstawowa.  

## Architektura
Dwór to dwukondygnacyjna budowla wzniesiona na planie prostokąta, nakryta dachem czterospadowym o małej stromiźnie. Na wschodniej elewacji znajduje się okazały portyk, na jego kolumnadzie jest ulokowany taras widokowy. W otoczeniu dworu zachowały się resztki parku, w którym znajdują się drzewa będące pomnikami przyrody. Przed ogrodzeniem stoi figuralna Grupa Ukrzyżowania z XIX wieku, o cechach sztuki ludowej.

## Galeria

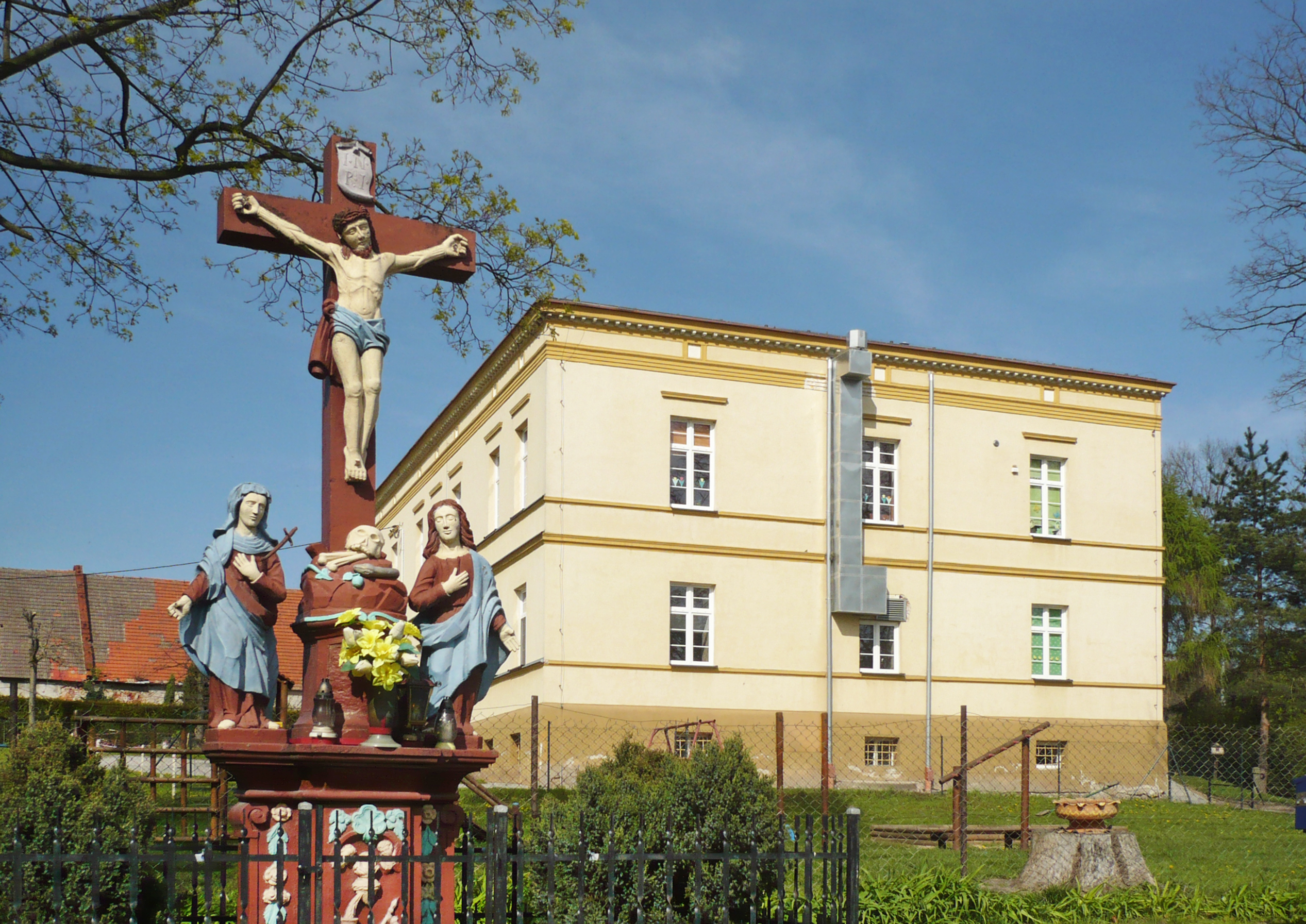
Dwór oraz grupa Ukrzyżowania
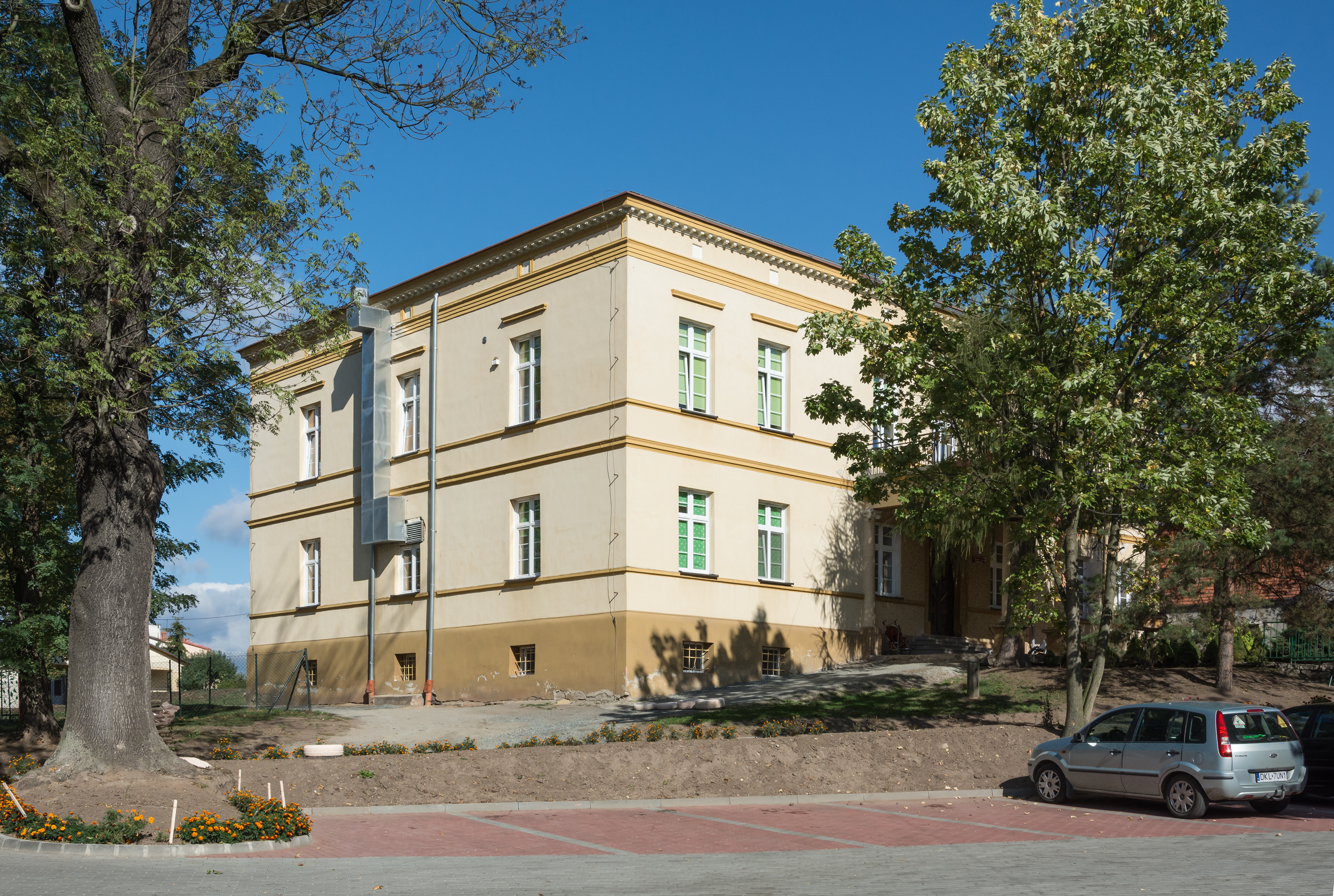
Dwór
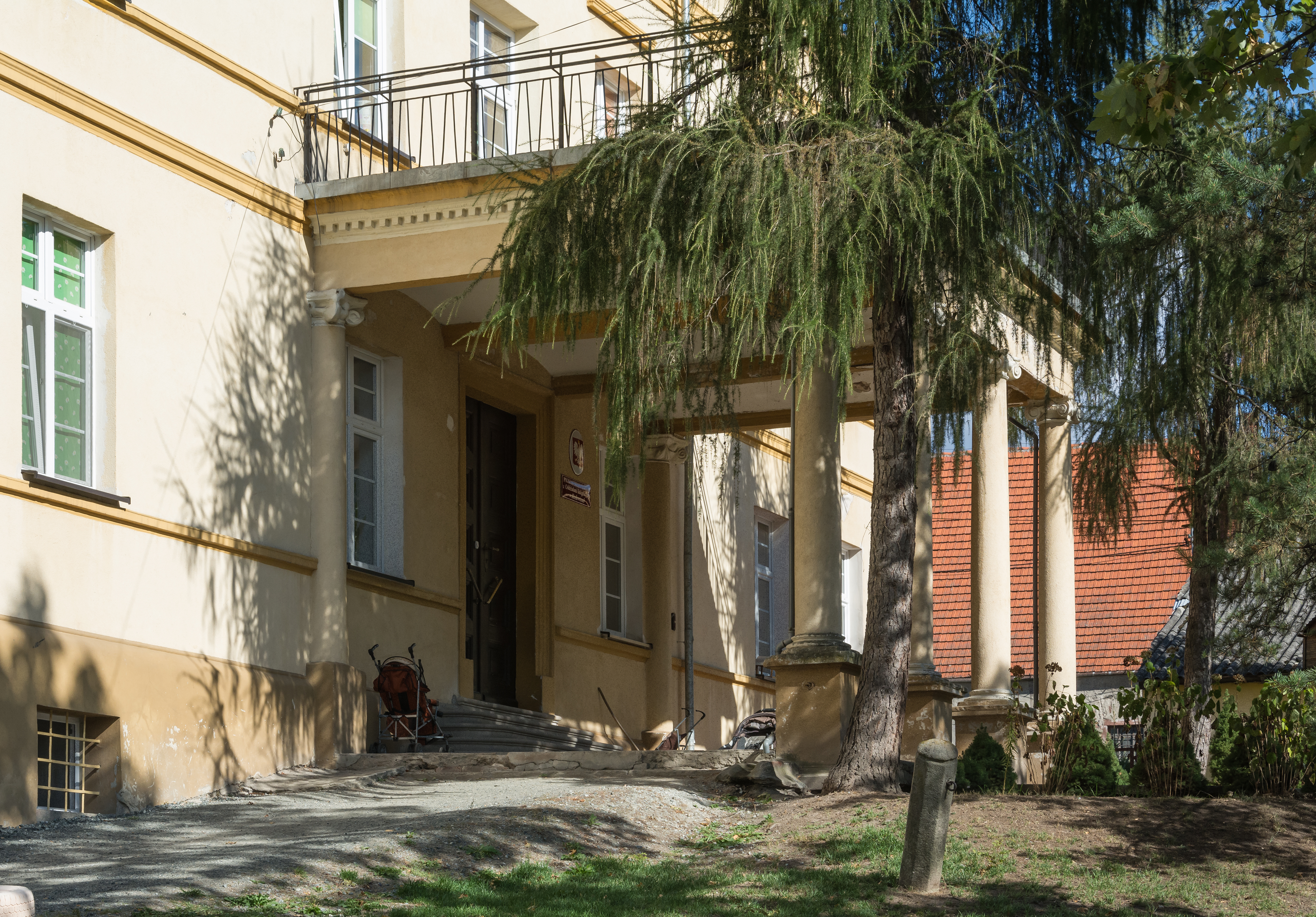
Portyk dworu
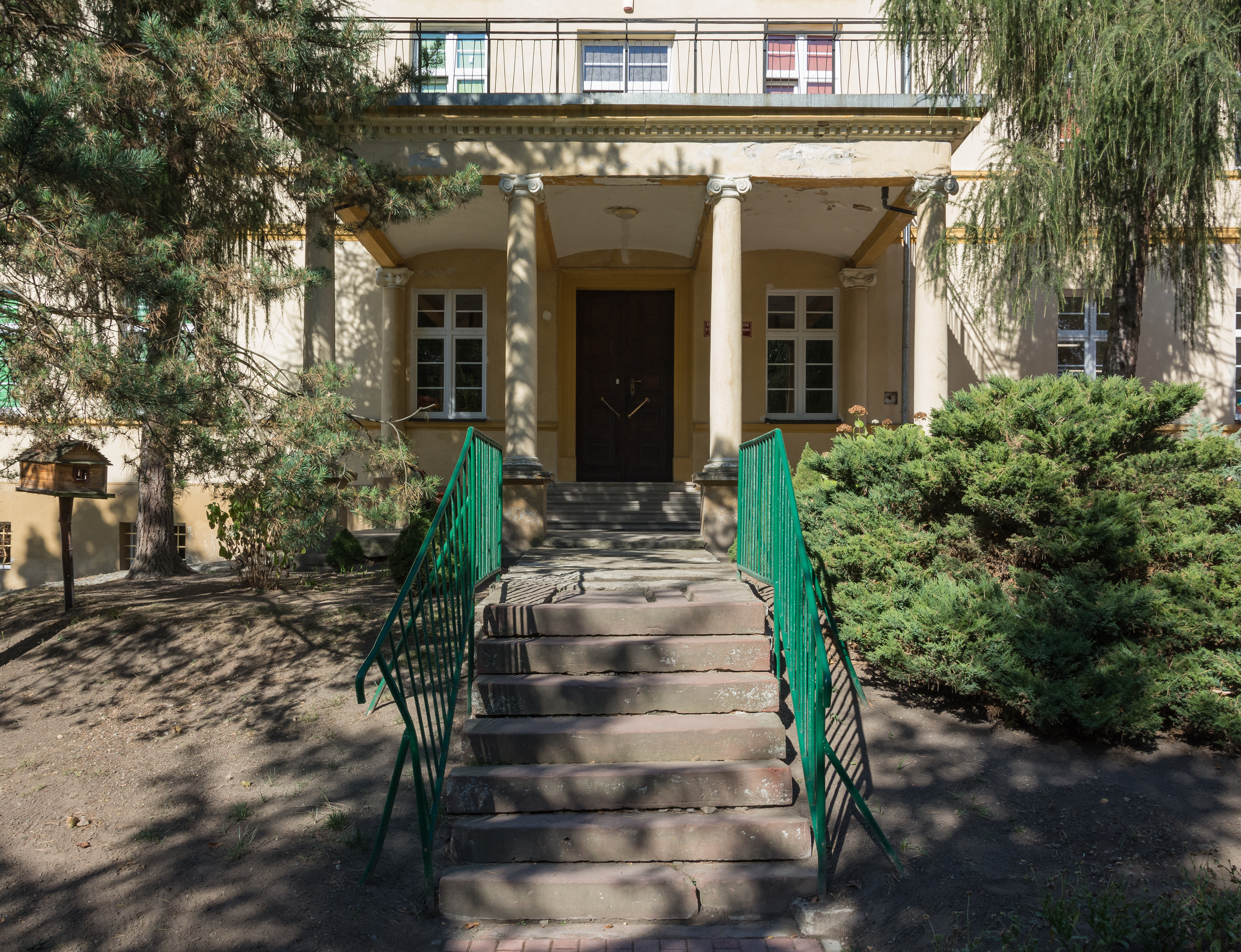
Portyk dworu
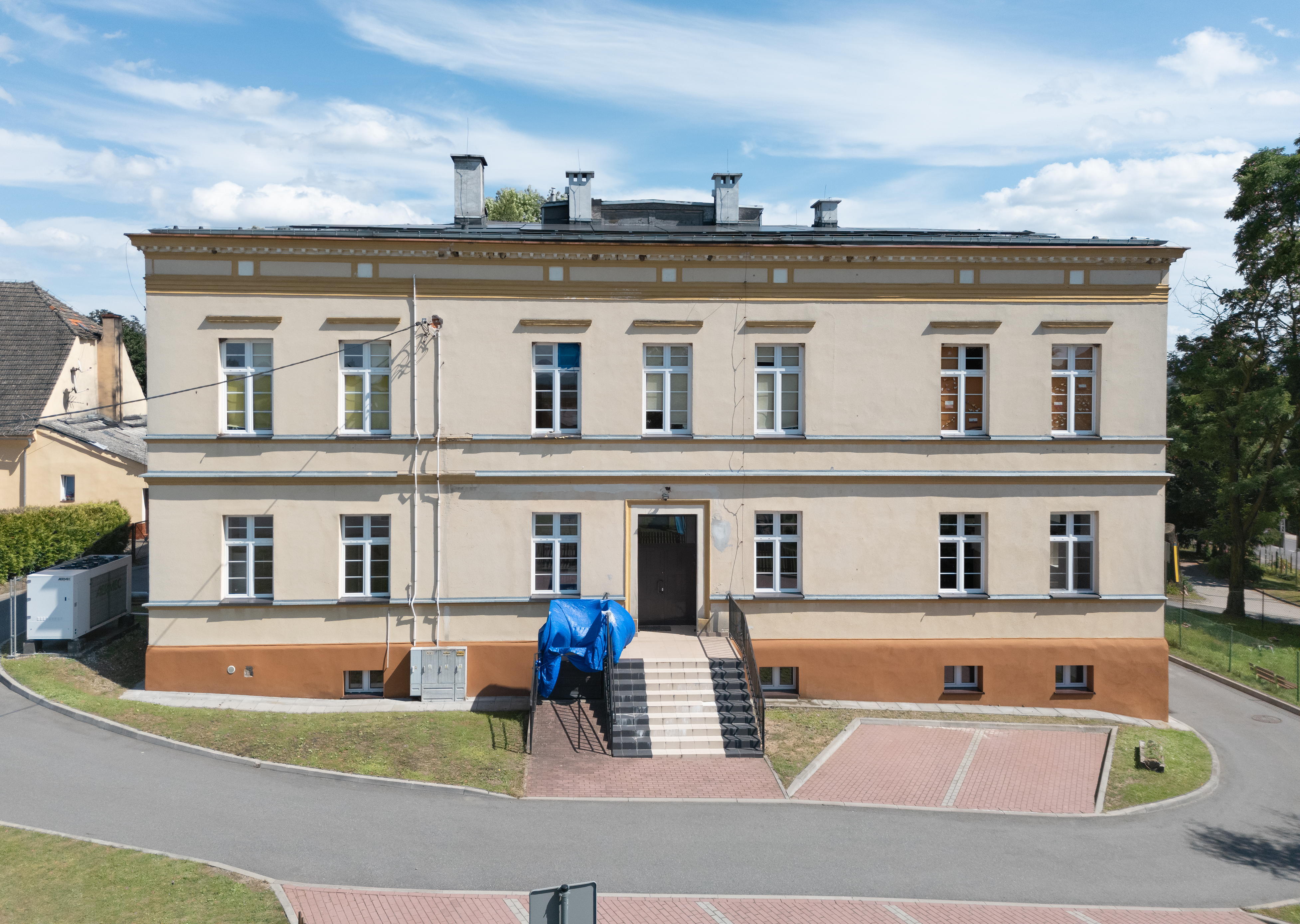